# Klein (Texas)
Pour les articles homonymes, voir Klein.
Klein est une zone non incorporée du comté de Harris, située dans la banlieue nord de Houston au Texas.

## Toponymie
Le lieu a été nommé Klein en l'honneur d'Adam Klein, un immigrant allemand. 

## Historique
Dans les années 1840, des immigrants allemands ont établi une communauté agricole appelée Big Cypress sur Cypress Creek dans le comté de Harris. Les époux Klein, natifs de Stuttgart, sont arrivés en 1854 et grâce aux efforts d'Adam Klein, un bureau de poste a été créé en 1884 dans le magasin général de William Blackshear sur Spring-Cypress Road.
Le district était officiellement désigné en 1977 par la législature de l'État comme Klein, Texas.